# مانوه
مانوه (Manwë) یک شخصیت خیالی سرزمین میانی در نوشته‌های جی. آر. آر. تالکین است که در سیلماریلیون دیده می‌شود.
مانوه شاه والار و شوهر واردا اِلِنتاری است که بزرگترین والار است"[[ Eru Iluvatar]]" مانوه و  ارو ایلوواتار دیگر آینور ها را به وجود آوردن مانوه نیز خالق تالارهای بی زمان است و خدای[[ EA ]]است مانوه در نظر ایلوواتار به عنوان برادر ملکور و شاه آردا آفریده شده‌است. او در بالای کوه تانیکتیل بلندترین کوه جهان و در تالار ایلمارین زندگی می‌کند. بادها، هوا و پرندگان در خدمت اویند از این رو او فرمانروای هوا، باد و ابرها در آردا است. او برجسته‌ترین نفوذ را در میان والار پیش ارو دارد مانوه نیز دارای قدرت ها مختلف است قدرتمندتر و مهمترین آن قدرت[[CR ]] است . در شروع آغاز آردا ملکور(برادر مانوه) به عنوان قدرتمندترین آینور بود.  

## پیشینه
مانوه (به همراه برادرش ملکور) برترین آینور بود و از همه بهتر می‌دانست خواست ارو ایلوواتار چیست. هنگامی که ملکور در آواز آینور ناسازگاری ایجاد کرد، رهبری آواز را بردوش گرفت. هنگامی که آردا آفریده شد مانوه به عنوان فرمانروای آردا برگزیده شد از این رو یکی از لقب‌های او «شاه ارشد» است. مانوه فرمانروایی مهربان و بی‌توجه به قدرت بود و پلیدی را درک نمی‌کرد حتی در قالب برادرش. او ملکور را از مندوس آزاد کرد در نتیجه او امکان یافت تا مزاحم فئانور شود، به دو درخت زهر بخوراند، فینوه را بکشد، سیلماریل‌ها را بدزدد و در نولدور شورش ایجاد کند.
مانوه یک لباس آبی بلند با چشمانی آبی دارد یک چوبدست قدرتمند از جنس یاقوت کبود در دست دارد که نولدور برایش ساخته است. وانیار، الف‌های مورد علاقهٔ اویند و همراه او و واردا در کوه تانیکتیل زندگی می‌کنند.
مانوه به معنی «نظر کرده» است. دیگر عنوان‌های او عبارتند از: سولیمو به معنی «فرمانروای بادها»، شاه ارشد، شاه بزرگ آردا، شاه آردا، فرمانروای هوای آردا و فرمانروای غرب.